# Ficedula subrubra
Ficedula subrubra là một loài chim trong họ Muscicapidae.